# Hirtzbach
Hirtzbach är en kommun i departementet Haut-Rhin i regionen Grand Est (tidigare regionen Alsace) i nordöstra Frankrike. Kommunen ligger i kantonen Hirsingue som tillhör arrondissementet Altkirch. År 2022 hade Hirtzbach 1 438 invånare.

## Befolkningsutveckling
Antalet invånare i kommunen Hirtzbach
| Referens: INSEE |